# 巴姆施泰訥山
47°41′23″N 13°4′35″E / 47.68972°N 13.07639°E

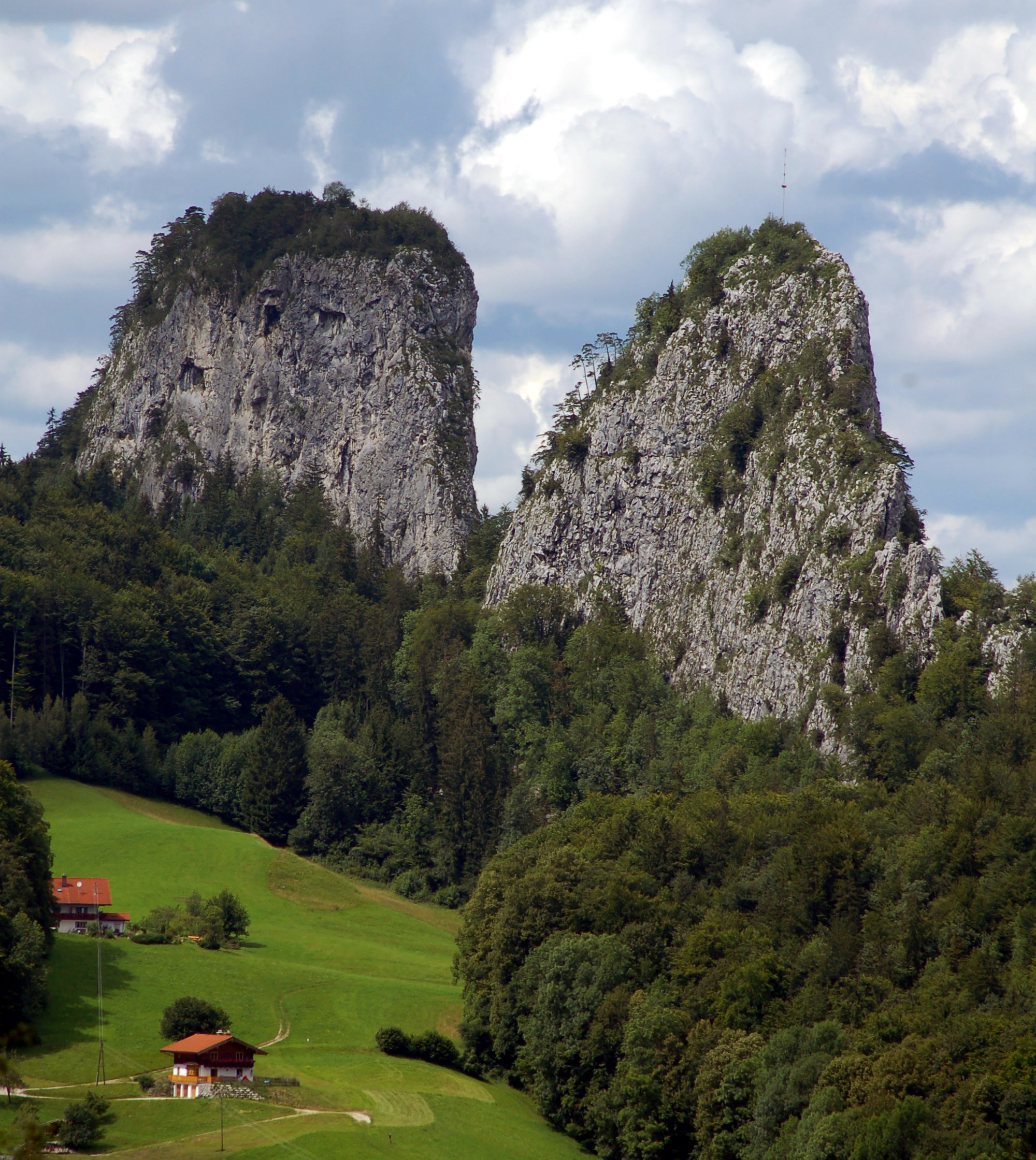

巴姆施泰訥山（德語：Barmsteine），是中歐的山峰，位於奧地利和德國接壤的邊境，屬於貝希特斯加登阿爾卑斯山脈的一部分，海拔高度851米，是受登山者歡迎的目的地。